# Rhopalotria mollis
Rhopalotria mollis é uma espécie de gorgulho  das cicadáceas da família Beidae.